# Viper (série télévisée)
Pour les articles homonymes, voir Viper.
 (août 2023).
Si vous disposez d'ouvrages ou d'articles de référence ou si vous connaissez des sites web de qualité traitant du thème abordé ici, merci de compléter l'article en donnant les références utiles à sa vérifiabilité et en les liant à la section « Notes et références ».
Viper est une série télévisée américaine en un pilote de 90 minutes et 77 épisodes de 45 minutes, créée par Danny Bilson et Paul De Meo (en) et diffusée entre le 2 janvier et le 1er avril 1994 sur le réseau NBC et entre le 27 septembre 1996 et le 22 mai 1999 en syndication.
En Belgique la série a été diffusée sur RTL-TVI, et au Luxembourg aussi sur RTL TV à partir de février 1994, puis en France, la série a été diffusée dès 1995 sur France 2, puis aussi AB1, RTL9 et NT1.

## Synopsis

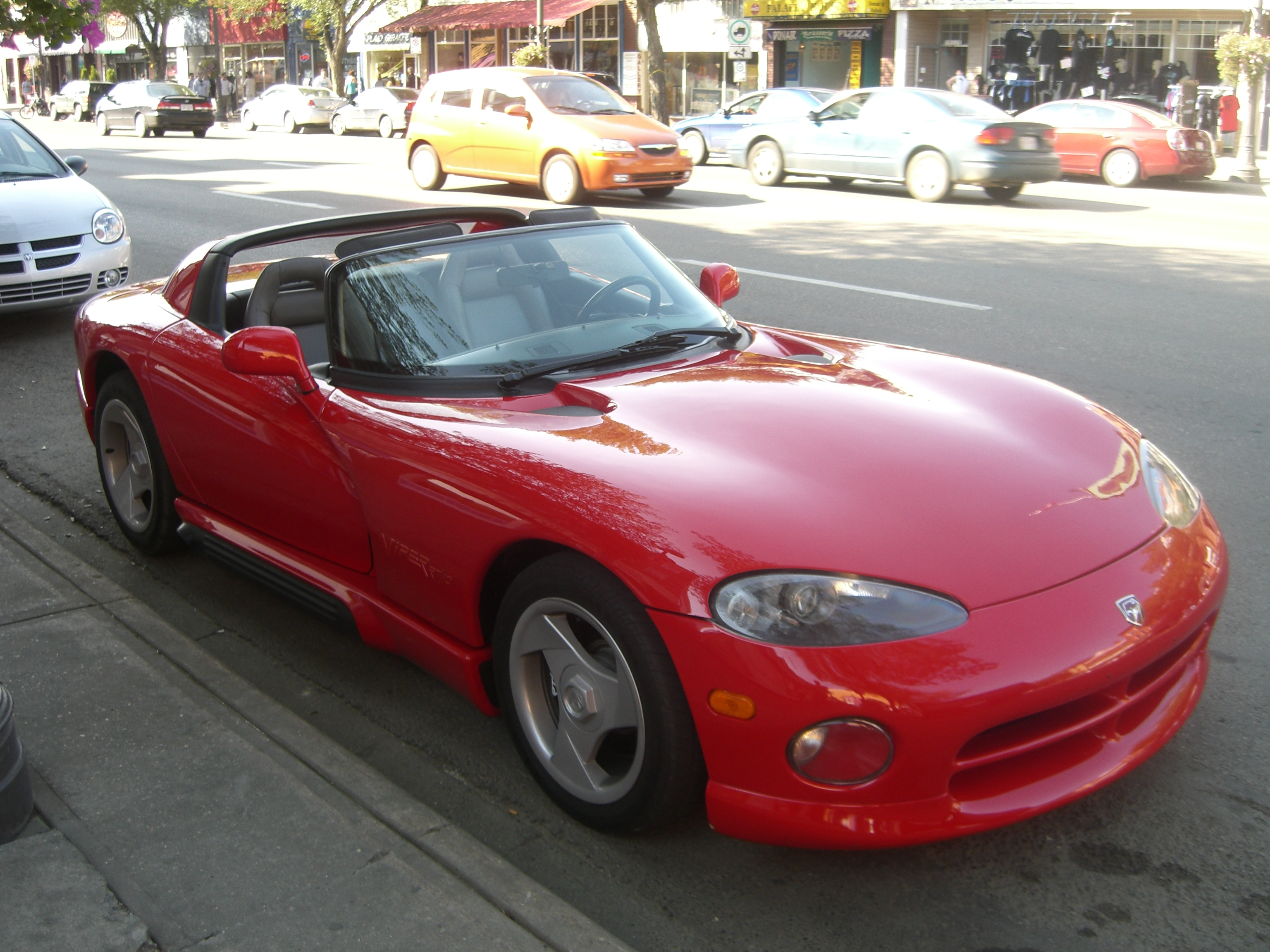
La Viper des 3 premières saisons, un modèle RT/10

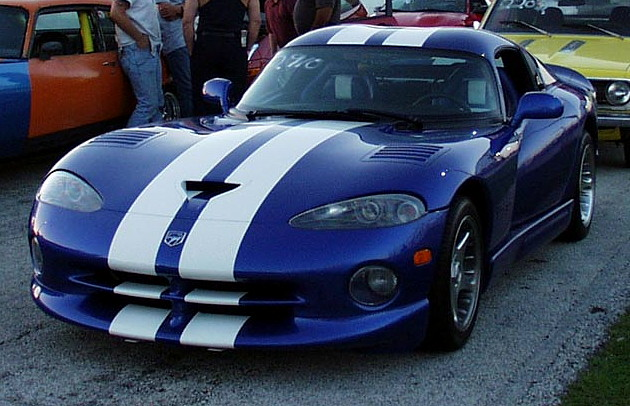
Une GTS pour la dernière saison

### Saison 1
La ville fictive de Metro City, en Californie, est en proie à une vague criminelle menée par La louve, un groupe dirigé par un homme connu sous le nom de M. Townsend et le département de police de Metro est incapable de reprendre le dessus. 
Un projet spécial et secret est alors mis au point par le gouvernement fédéral. Ce projet, baptisé Viper, combattra le crime et nettoiera la ville. Pour cela, il utilise une Dodge Viper modifiée qui peut se transformer (ce que l'on appelle le Morphing dans la série) en une puissante voiture, le Défenseur. Le Défenseur est une invention de Julian Wilkes, un ingénieur spécialisé, paralysé lors d'une altercation entre la police et des criminels, et proposant des armes à la police.
Mais le projet rencontre un problème : aucun pilote ne peut conduire la Viper une fois transformée et il est donc décidé de l'abandonner et de la détruire. 
Le projet est finalement relancé après avoir trouvé le candidat idéal pour piloter le véhicule : Michael Payton. Cet ancien pilote pour le compte de La Louve, déclaré mort lors d'un accident survenu lors d'un braquage, a été ramené à la vie. On a également inséré une puce dans son cerveau qui a effacé son passé de criminel, donnant naissance à un nouvel homme : Joe Astor.
Passé dans l'autre camp sans le savoir, Joe Astor s'avère être le seul homme capable de conduire la Viper.
Une troisième personne s'ajoute clandestinement au projet : Frankie Waters, patron de Mécanopol, division mécanique de la police de Métro.
Toutefois, le maire, victime d'un maître chanteur, décide que ce projet doit être abandonné. Julian, Joe et Frankie volent alors la Viper et trouvent refuge dans une vieille centrale électrique. Tous trois décident de mener une guerre secrète contre les criminels.

### À partir de la saison 2
Le projet Viper est repris officiellement par Metropol. Joe Astor et Julian Wilkes ne sont plus dans l'équipe. Un nouveau pilote est assigné au projet, Thomas Cole, un ancien instructeur de pilotage de la CIA, tandis que Frankie Waters devient officiellement le mécanicien de la voiture. L'agent de police Cameron Westlake, après avoir subi la mort de son partenaire devient l'agent de liaison entre le projet Viper et la police de Metro. Une autre nouvelle personne entre dans l'équipe, Allie Farrell, qui devient l'officier scientifique du projet.
Cette nouvelle équipe ainsi formée travaillera désormais officiellement pour Metropol (la police de Metro City) et sera appelée sur des affaires délicates ou sortant de l'ordinaire ainsi que sur des enquêtes menées en collaboration avec le FBI.
La saison 3 voit le départ d'Allie Farrell sans que la série ne change de formule.
La saison 4 est marquée par le retour de Joe Astor en lieu et place de Thomas Cole et la mise en service d'une nouvelle Viper de couleur bleue. Le retour de Joe Astor marque une amélioration qualitative de la série, notamment parce qu'elle permet parfois de renouer avec l'esprit de la première saison. Cette saison est également l'occasion d'un retour remarqué de Julian Wilkes, concepteur de la nouvelle comme de l'ancienne Viper.

## Accroche et générique
Seules les saisons 1 à 3 ont une accroche dans le générique de début. La quatrième se contente d'un générique dont la musique a été changée.

### Saison 1
Demain, après-demain peut-être… La ville est devenue l'empire du crime. Seule arme de défense : la Viper et un homme sachant la piloter. Un homme perd la mémoire, il suffit de lui en greffer une autre. Un léger remodelage facial et nous avons notre pilote. Processus de transformation : 3… 2… 1… Contact ! Le chauffeur le plus recherché va basculer dans l'autre camp. Seul face à la corruption, il va se battre pour que règne la justice. Viper reprend la maîtrise des rues.

### Saisons 2 et 3
La musique et l'accroche changent de celles de la première saison.

Elle rôde dans les rues au service de la justice. Ses origines sont secrètes. Sa technologie est celle du vingt-et-unième siècle. Son existence est officiellement démentie. Mais sa présence est indéniable. Elle est l'arme parfaite pour un futur imparfait. La Viper !

## Distribution
- James McCaffrey (VF : Guy Chapellier) : Joe Astor / Michael Payton (1994 et 1998-1999 : saisons 1 et 4)
- Joe Nipote (VF : Michel Mella) : Frankie Waters (1994 à 1999 : saisons 1 à 4)
- Jeff Kaake (VF : François Leccia) : Thomas Cole (1996 à 1998 : saisons 2 et 3)
- Heather Medway (VF : Gaëlle Savary) : Détective Cameron Westlake (1996 à 1999 : saisons 2 à 4)
- Dawn Stern (VF : Laure Sabardin) : Allie Farrell (1996-1997 : saison 2)
- J. Downing (VF : François Pacôme) : Sherman Catlett (1996 à 1999 : saisons 2 à 4)
- William Russ : M. Townsend
- Dorian Harewood : Julian Wilkes (1994 et 1998-1999 : saisons 1 et 4)

## Épisodes

### Première saison (1994)
1. Le Transfuge (Pilot) (90 minutes) (avec William Russ)
2. Mémoire d'un voleur (Once a Thief…) (avec Richard Burgi)
3. Virus mortel (Ghosts) (avec Jason Carter)
4. Onde de choc (Safe as Houses) (avec Jamie Rose)
5. L'Aigle de feu (Firehawk) (avec Wendie Malick)
6. Le Repère des loups (Mind Games) (avec Alan Scarfe)
7. Double Face (The Face) (avec Tim Thomerson)
8. La Baxley (Wheels of Fire) (avec Richard Bradford)
9. Passé singulier (Past Tense) (avec John Pyper-Ferguson)
10. Le Tueur au tarot (Scoop) (avec Carmen Argenziano)
11. Un Cœur aux enchères (Thief of Hearts) (avec John Neville)
12. Couronne d'épines (Crown of Thorns) (avec Stephen Macht)

### Deuxième saison (1996-1997)
1. La Nouvelle Équipe (Winner takes all) Arrivée de Thomas Cole, Cameron Westlake et Allie Farrell dans l'équipe Viper. Joe Astor et Julian Wilks ne sont plus là. (avec Roger Cross)
2. L'Arme secrète (MIG-89) (avec Gregg Henry)
3. Le Condor (Condor) (avec Jay Acovone)
4. Radio balance (Talk is cheap) (avec Skipp Sudduth)
5. Les Pilotes (Diamond in the rough) (avec Alex Diakun)
6. Cul de sac (Standoff) (avec Chandra West)
7. Boules de feu (White fire) (avec Barry Pepper)
8. Trop jeune pour mourir (Die laughing) (avec Victoria Jackson)
9. Drôle de jeu (On a roll) (avec Venus Terzo)
10. Les Pirates de la route (Street pirates) (avec Don S. Davis)
11. Mélange explosif (Breakdown on thunder road) (avec Seth Peterson)
12. Chasse à l'homme (Manhunt) (avec Rebecca Staab)
13. Territoires (Turf wars) (avec Julie Condra)
14. Perte de mémoire (Forget me not) (avec Bernard White)
15. Rivalité (Wheelman) (avec Callum Keith Rennie)
16. Discrédit (Shutdown) (avec Bruce A. Young)
17. Le Secret d'Elisabeth (Echo of murder) (avec Joy Coghill)
18. La Flamme intérieure (Thieves like us)
19. Chambre froide (Cold storage) (avec Cyril O'Reilly)
20. Sauver la mise (Whistle blower) (avec Raphael Sbarge)
21. La Boîte noire (Black box) (avec William Katt)
22. La Liste (The list) (avec Traci Lords)

### Troisième saison (1997-1998)
1. Triple jeu (Triple cross) Départ d'Allie Farrell. (avec Carrie-Anne Moss)
2. Le Chat et la Souris (Cat & mouse)  (avec Stephanie Niznik)
3. Un Couple presque parfait (The best couple) (avec Keegan Connor Tracy)
4. Les Orphelins (Hidden agenda) (avec Barbara Tyson)
5. Un Revenant (Out from Oblivion) (avec Ken Pogue)
6. Le Projet Windstorm (Storm watch) (avec Stefan Arngrim)
7. Les Anciens Combattants (Cold warriors)  (avec Robert Culp)
8. Le Chéri de ces dames (First mob Wives' club) (avec Michael Callan)
9. Conduite en état d'ivresse (Getting MADD) (avec Jamie Rose)
10. Randonnée sauvage (Wilderness run) (avec Teryl Rothery)
11. Les Cobayes (Breakout) (avec Scott McNeil)
12. La Revanche du passé (The getaway) (avec Stella Stevens)
13. Mais où se cache Sammy Chun ? (What makes Sammy Chun) (avec Ian Tracey)
14. En filigrane (Paper trail)  (avec Samantha Ferris)
15. Un Nouvel Homme (Regarding Catlett) (avec Joy Tanner)
16. Ne faites confiance à personne (Trust no one) (avec Colin Cunningham)
17. Double Mixte (Double team) (avec Udo Kier)
18. Patate chaude (Hot potato) (avec Brent Stait)
19. Retour au pays (Homecoming) (avec Chilton Crane)
20. Protection rapprochée (Old acquaintance) (avec David Palffy)
21. Alerte à la bombe (Internal affair) (avec Alex Zahara)
22. Cole contre Cole (About face) Destruction de la Viper RT/10. (avec Peter Wingfield)

### Quatrième saison (1998-1999)
1. Le Retour (The return) Nouvelle Viper, une GTS, et retour de Joe Astor dans l'équipe en remplacement de Thomas Cole. (avec John Pyper-Ferguson)
2. Escrocs et Voleurs (Once a con) (avec Bill Macy)
3. Beau Parleur (Wisegal)  (avec Michael Benyaer)
4. Les Liens sacrés du mariage (Holy matrimony) (avec Natassia Malthe)
5. En souvenir d'Adèle (Wanted: Fred or alive) (avec Anna Galvin)
6. Frankie superstar (The full Frankie) (avec Mackenzie Phillips)
7. Faux Semblants (Honest Abe) (avec Michael Fairman)
8. Un Grand Choc pour Westlake (Aftermath)
9. Affaire de famille (Family matters) (avec Jessalyn Gilsig)
10. La Vérité sur Joe (The really real re-enactment) (avec J.R. Bourne)
11. Best-seller (Best seller)  (avec Emmanuelle Vaugier)
12. Une Nuit d'enfer (Seminar from hell) (avec Paul McGillion)
13. Les Gens comme nous (People like us) (avec Garry Chalk)
14. Premières Armes (My fair hoodlums) (avec Zack Ward)
15. Telle mère telle fille (Safe house) (avec Keegan Connor Tracy)
16. À chacun ses bulles (Tiny bubbles)(avec Brandy Ledford)
17. Arnaque au miracle (Of course, it's a miracle) (avec Joy Tanner)
18. Terreur sacrée (Holy terror) (avec Dante Basco)
19. Vengeance aveugle (Hell hath no fury) (avec Kevin McNulty)
20. L'attaque du Soleil Levant (Attack of the Teki-ya)  (avec Peter Williams)
21. Ultime Décision 1re partie (Split decision) (avec Jude Ciccolella)
22. Ultime Décision 2e partie (Split decision 2) (avec Jay Brazeau)

## Commentaires
Resucée de K 2000 sans voiture parlante et au ton plus sérieux, Viper a été créée par les mêmes créateurs que The Sentinel. Beaucoup de similitudes existent : acteurs (dont Richard Burgi la sentinel, dans le rôle de Lane Cassidy), musiques, bruitages, lieux, titres des épisodes.
La voix française de Joe Astor, le personnage incarné par James McCaffrey dans les première et dernière saisons de Viper, n'est pas inconnue des fans de séries. En effet, l'acteur de doublage, Guy Chapelier, était aussi la voix d'autres héros, comme Templeton Peck (Dirk Benedict) dans l'Agence tous risques, Sam Beckett (Scott Bakula) dans Code Quantum, le capitaine Harmon Rabb (David James Elliott) dans JAG, KITT, la voiture de K 2000, Bo Duke (John Schneider) dans Shérif, fais-moi peur, ou encore Stringfellow Hawke (Jan-Michael Vincent) dans Supercopter.
Tournée à Calgary dans la province d'Alberta, Viper agaçait les habitants de la métropole canadienne. En effet, son autoroute principale était régulièrement fermée pour les besoins de la série, ce qui entraînait des désagréments importants pour ses usagers habituels. Toutefois, cette médiatisation a permis à la ville d'attirer de nombreux tournages américains et européens pendant des années.
Les audiences décevantes de la première saison sur NBC en 1994 obligent la chaîne à annuler Viper après treize épisodes. L'aventure aurait pu s'arrêter là sans le combat des chaînes locales qui ramenent la série à la vie après une année sabbatique. Viper revient en syndication à la rentrée 1996 avec un casting renouvelé : James McCaffrey et Dorian Harewood partent, Heather Medway, Jeff Kaake et Dawn Stern arrivent. Seul rescapé : Joe Nipote. Les saisons suivantes connaissent également des changements dans le casting, jusqu'au retour de James McCaffrey dans la peau de Joe Astor pour la dernière saison. D'ailleurs pour cette ultime saison la Viper rouge RT/10 cède sa place à une Viper bleue GTS.
La série est une histoire de famille. Heather Medway est la femme (depuis 1997) du créateur de la série, Danny Bilson. Ce dernier a également offert la réalisation de plusieurs épisodes à son père, Bruce Bilson. Ce nom de famille est bien connu des fans de Newport Beach, puisque le personnage de Summer est incarné par Rachel Bilson, la fille de Danny.
Les fans se mobilisent pour que la série sorte en DVD sur un site de vote, avec un réel impact sur les majors.

## DVD
- Canada :

- Viper The Complete Collection (Coffret 14 DVD-5) sorti le 8 décembre 2017 chez Visual Entertainment Inc. (VEI). Le ratio écran est en 1.33:1 plein écran en version originale uniquement. En bonus un épisode de Cannon : The Deadly Conspiracy, part 2. Les 79 épisodes de la série sont présents.